# Маслув (Нижньосілезьке воєводство)
Маслув (пол. Masłów, нім. Massel) — село в Польщі, у гміні Тшебниця Тшебницького повіту Нижньосілезького воєводства.
Населення — 378 осіб (2011).
У 1975-1998 роках село належало до Вроцлавського воєводства.

## Демографія
Демографічна структура станом на 31 березня 2011 року:
|          | Загалом | Допрацездатний вік | Працездатний вік | Постпрацездатний вік |
| -------- | ------- | ------------------ | ---------------- | -------------------- |
| Чоловіки | 190     | 46                 | 131              | 13                   |
| Жінки    | 188     | 53                 | 105              | 30                   |
| Разом    | 378     | 99                 | 236              | 43                   |